# Societetshus

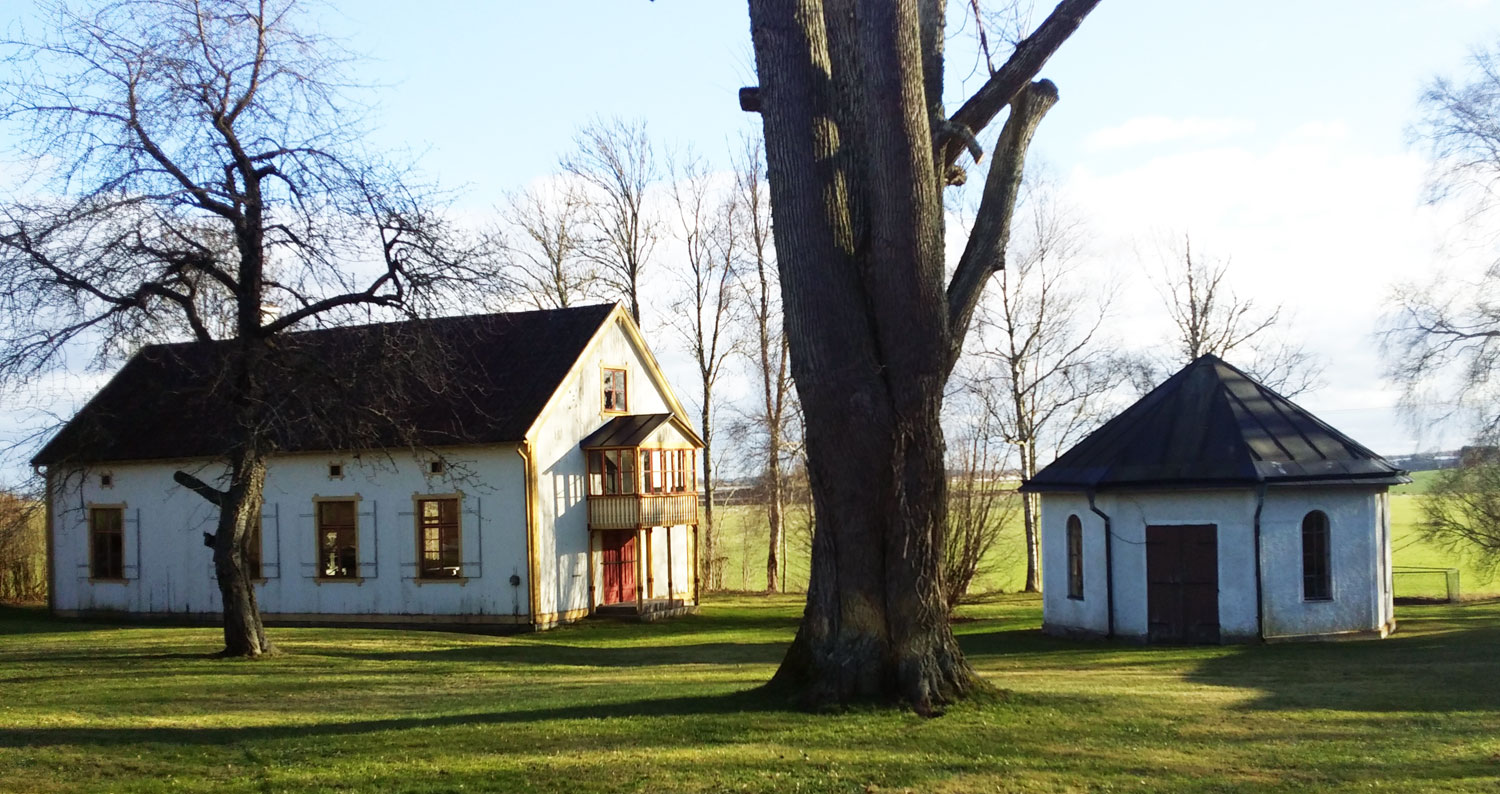
Societetshuset i Flistads brunn

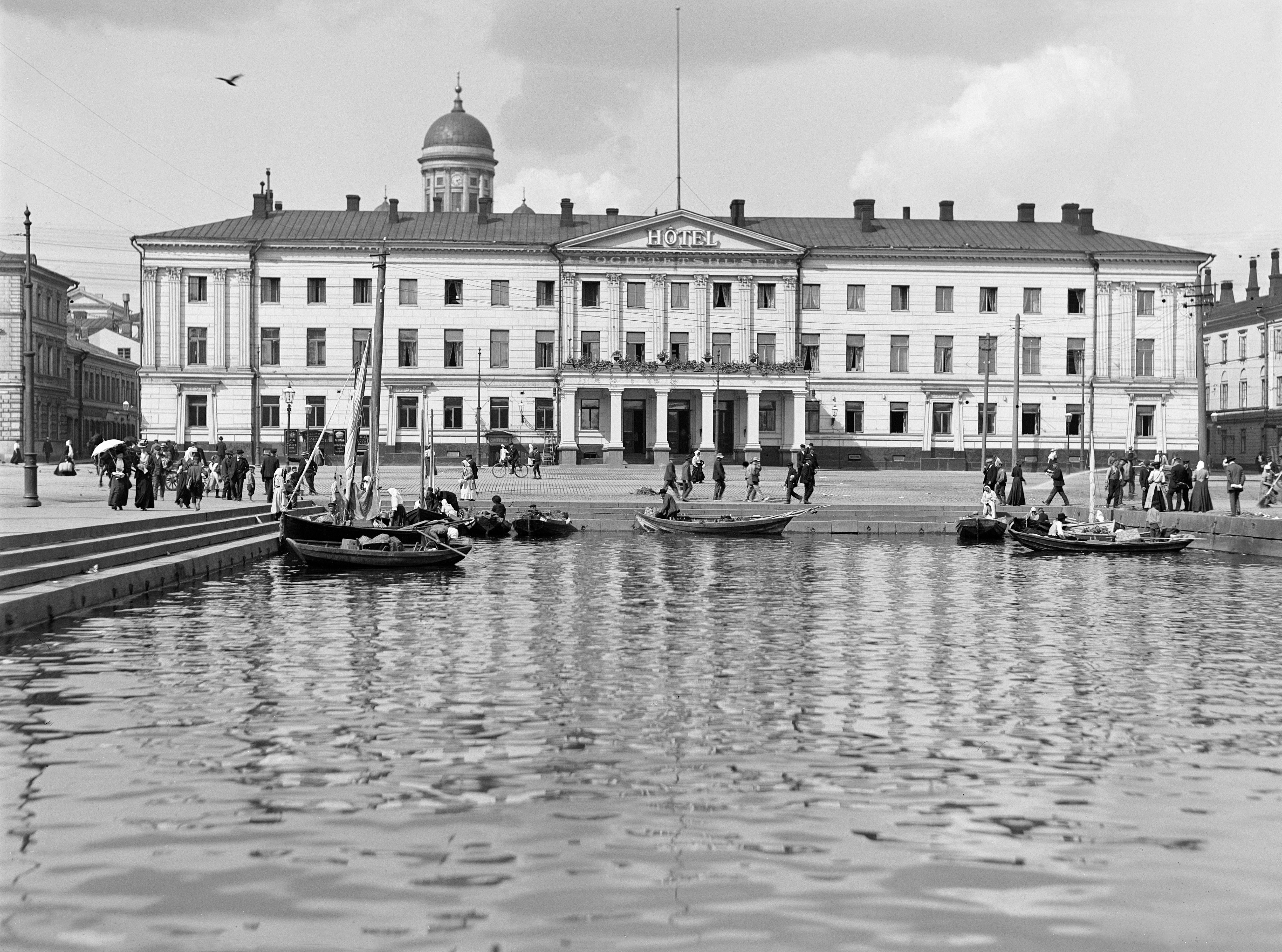
Hôtel Societetshuset i Helsingfors 1908

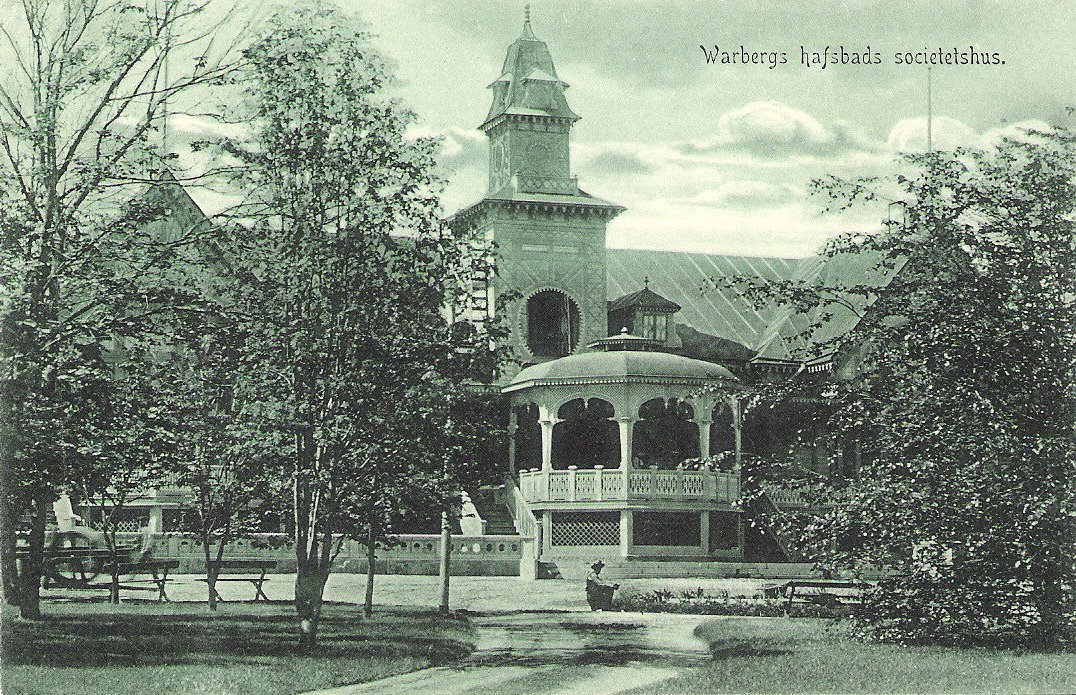
Societetshuset, Varberg, omkring år 1900

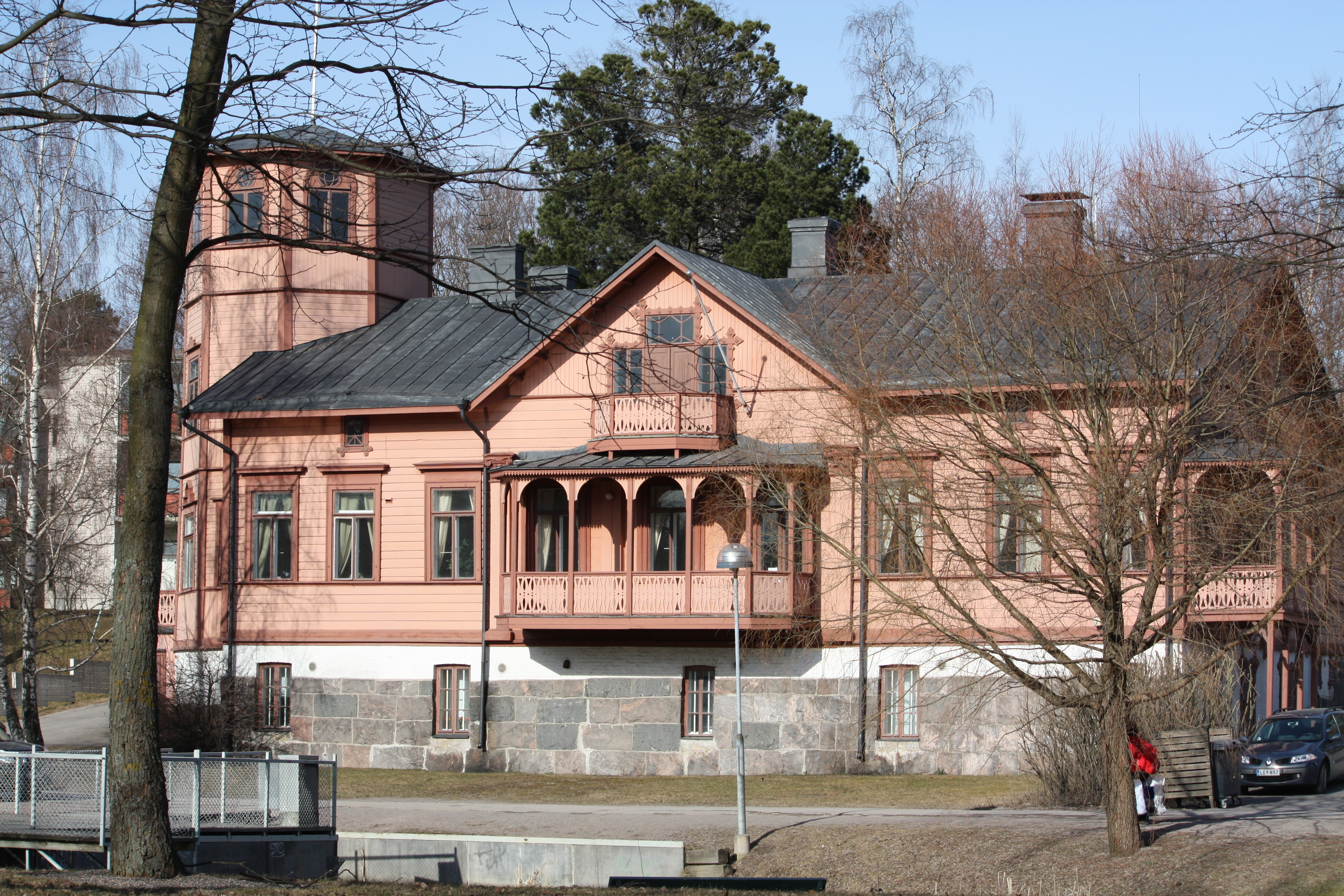
Åggelby societetshus

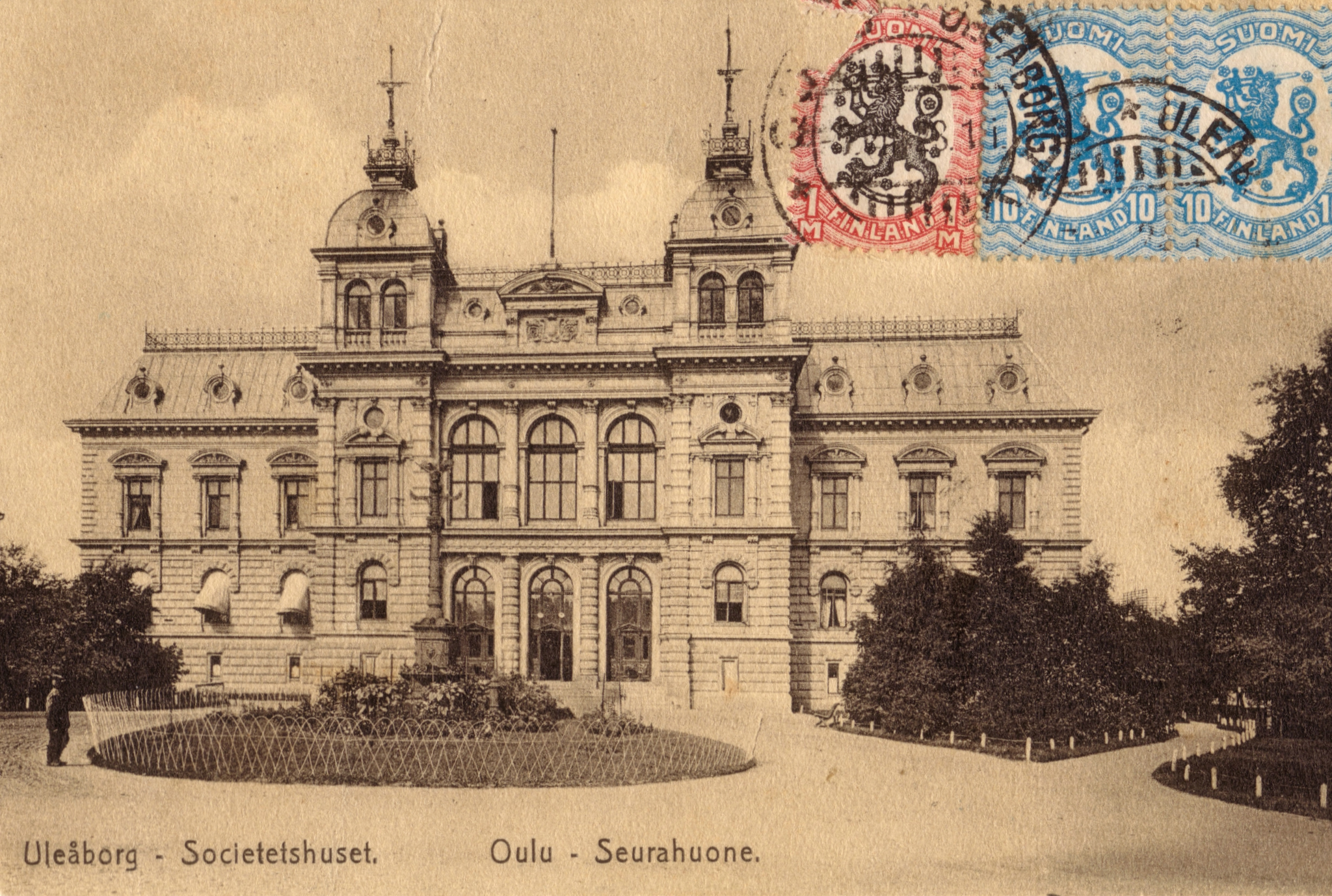
Societetshuset i Uleåborg, före 1920

Societetshus var en byggnad med salonger och sällskapsrum för samvaro för stadsborgare eller välbärgade besökare, ofta i badorter, brunnsorter eller kurorter, från 1800-talets första hälft och med en största omfattning kring år 1900. 

## Societetshus i Sverige
- Brunnssalongen på Söderköpings Brunn, uppfört 1819
- Dalarö societetshus på Dalarö i Stockholms skärgård, uppfört på 1860-talet, byggnadsminne
- Societetshuset i Eksjö, byggnadsminne
- Societetshset i Flistads brunn, byggnadsminne
- Bad- och societetshuset i Mössebergsparkens Vattenkuranstalt i Falköping, uppfört 1872, flyglarna rivna, byggnadsminne
- Societetshuset i Furusund, uppfört 1851, nedbrunnet 1950
- Societetssalongen i Gustafsberg, uppfört 1837, byggnadsminne
- Bad- och societetshuset i Hjo, uppfört 1877–1878, flyglarna rivna
- Stora Societetshuset, uppfört 1913, och Lilla Societetshuset, uppfört 1914, på Loka brunn
- Societetshuset i Lysekil, uppfört efter 1985, då en brand förstörde det ursprungliga "Societetshuset Oscars" från 1872
- Societetshuset i Norrtälje, rivet 1945
- Societetshuset i Marstrand, uppfört 1886, byggnadsminne
- Societetshuset i Ronneby brunn, uppfört 1844, rivet 1896
- Societetshuset Skagerack i Strömstad, uppfört 1877
- Societetshuset i Sätra brunn
- Societetshuset i Södertälje, uppfört 1905, rivet 1974
- Societetshuset i Trosa, uppfört 1902
- Societetshuset på Utö
- Societetshuset i Varberg, uppfört 1886, byggnadsminne
- Societetshuset i Öregrund, uppfört 1893–1894
- Societetshuset i Östhammar, uppfört 1885

## Societetshus i Finland i urval
- Societetshuset i Borgå
- Societetshuset i Fredrikshamn
- Societetshuset i Hangö
- Hôtel Societetshuset i Helsingfors, uppfört 1833, ombyggt till stadshus 1913
- Hotell Societetshuset, Karleby
- Societetshuset i Lovisa
- Societetshuset i Mariehamn, uppfört 1870, rivet 1975
- Hotelli Seurahuone, Nyslott
- Hotell Societetshuset, S:t Michel
- Åbo societetshus, uppfört 1810–1811, renoverat till stadshus 1879–1883
- Uleåborgs societetshus, uppfört 1887, påbyggt och ändrat till stadshus 1920
- Åggelby societetshus i Åggelby i Helsingfors stad

## Societetshus i Karelska republiken i Ryssland
- Seurahuone i Sordavala, uppfört ursprungligen 1909, utvidgat och omfattande ombyggt 1938–1939
- Hôtel Societetshuset i Viborg

## Bildgalleri

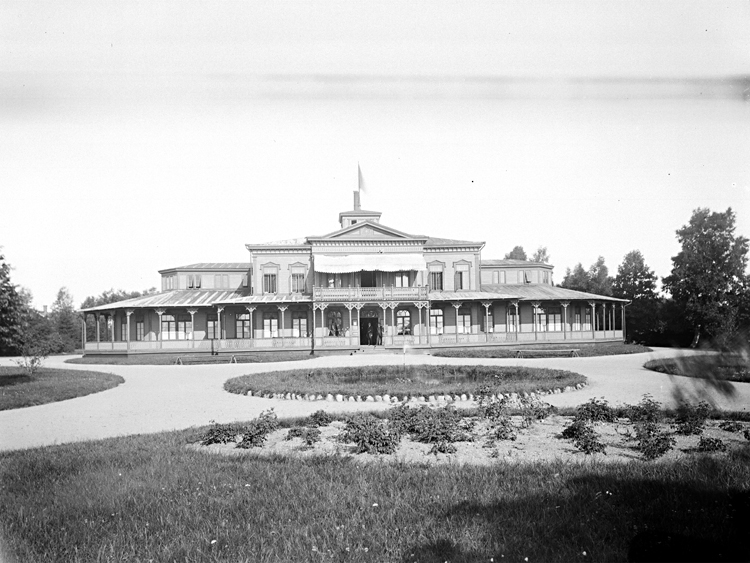
Bad- och societetshuset i Hjo
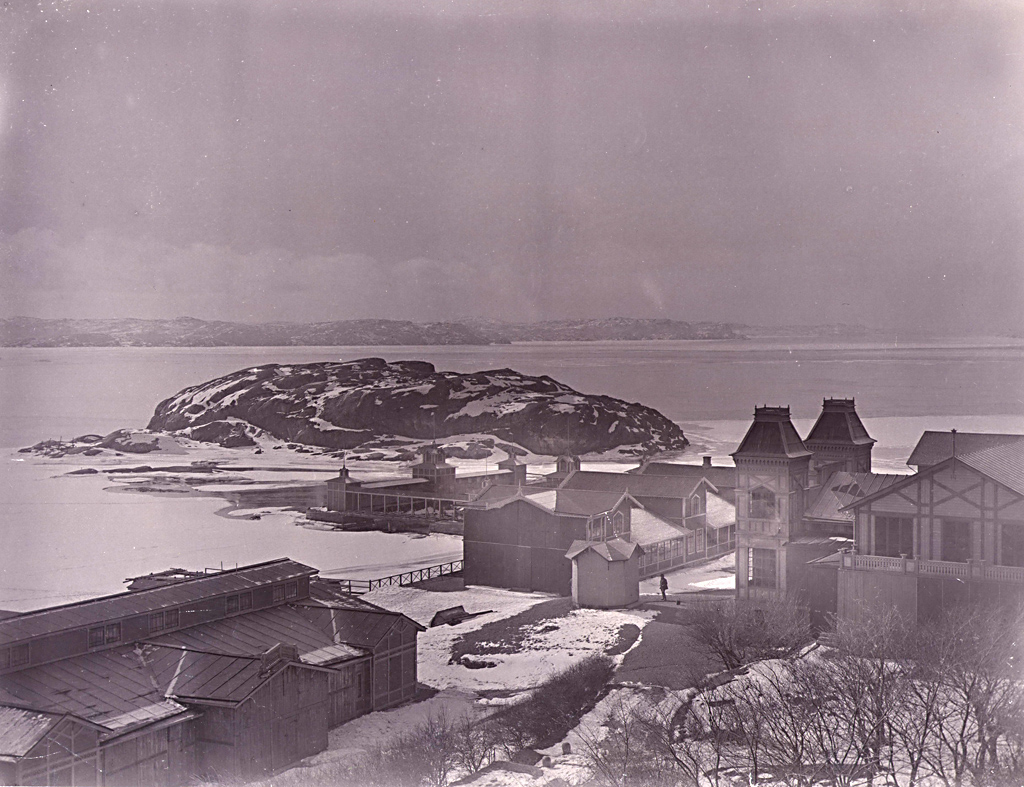
Societetshuset i Lysekil (till höger) i Lysekils badinrättning, 1880-talet. Foto: Carl Curman
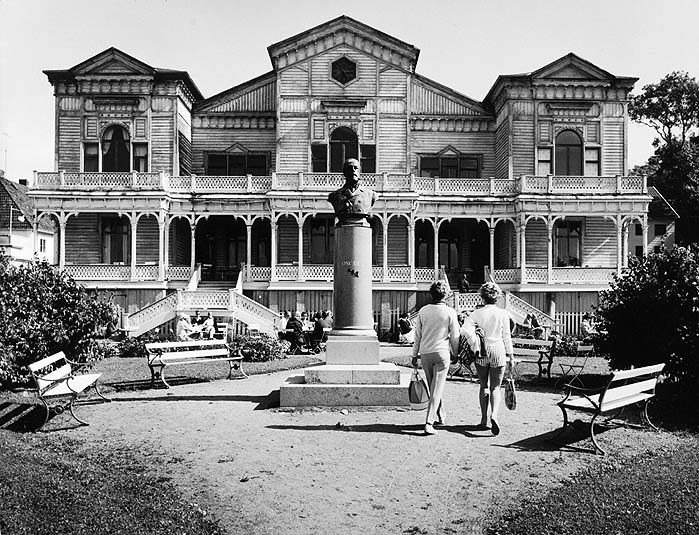
Societetshuset i Marstrand, okänt årtal
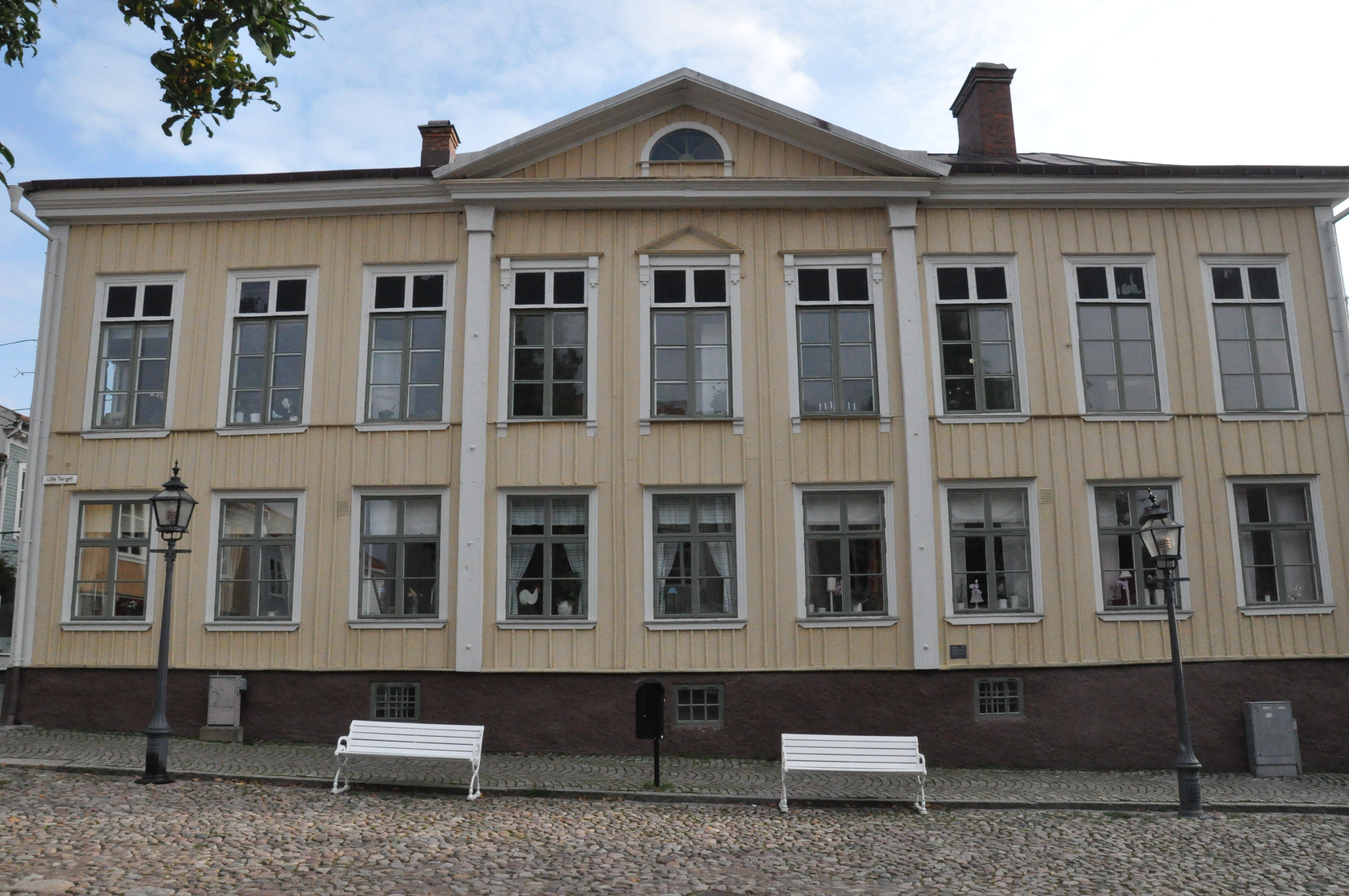
Societetshuset i Eksjö
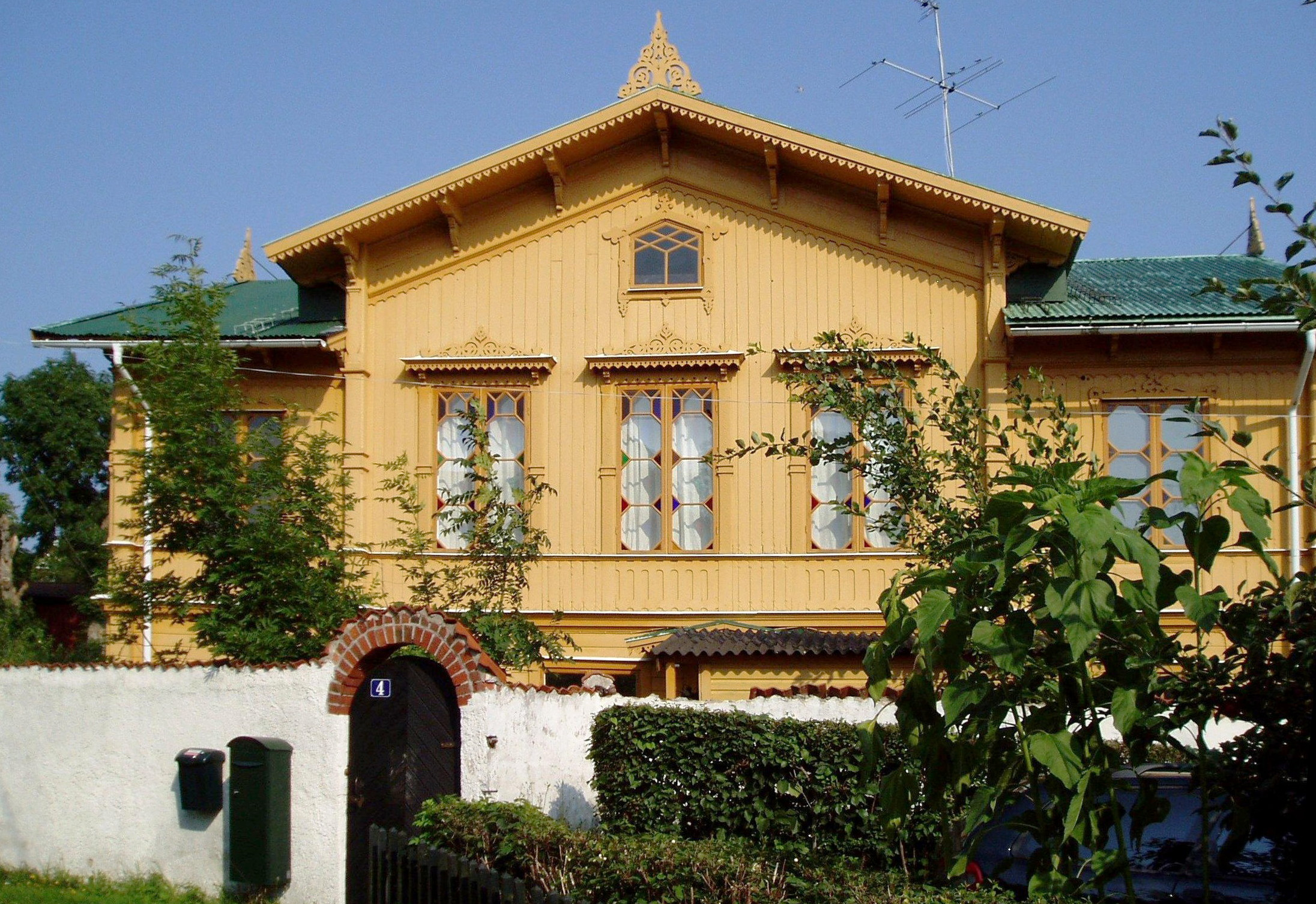
Dalarö societetshus
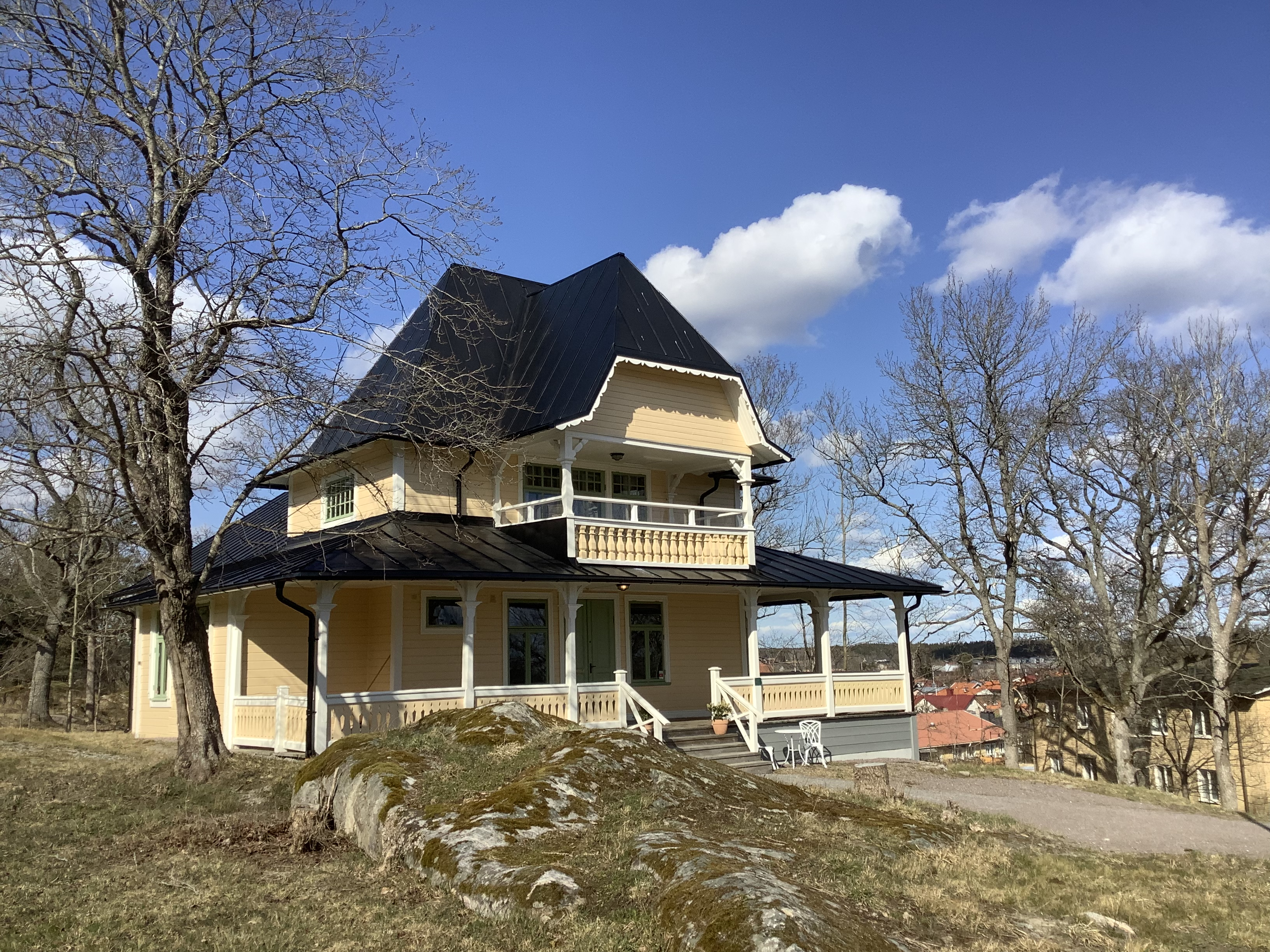
Societetshuset i Trosa
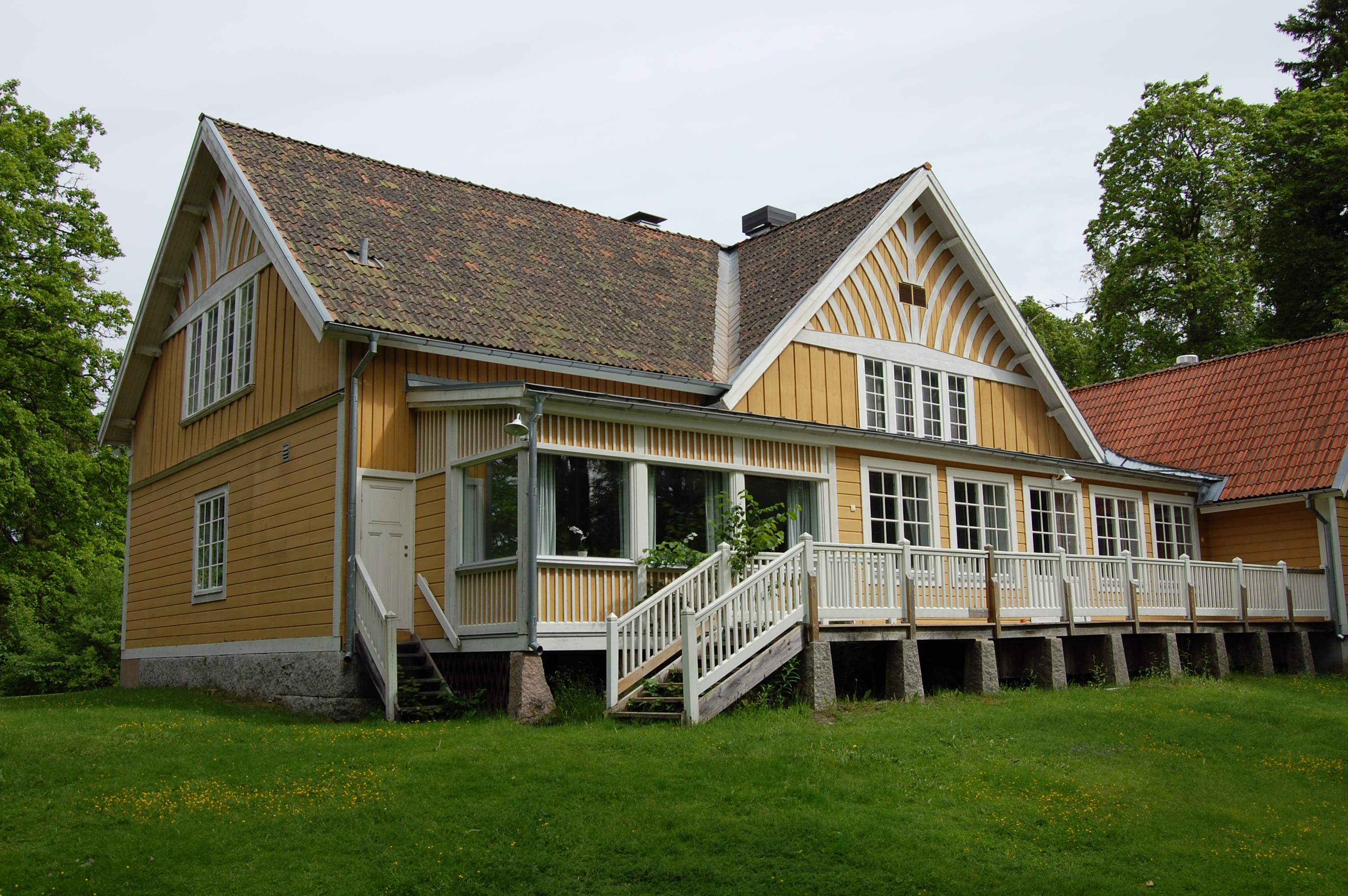
Societetshuset i Sätra brunn
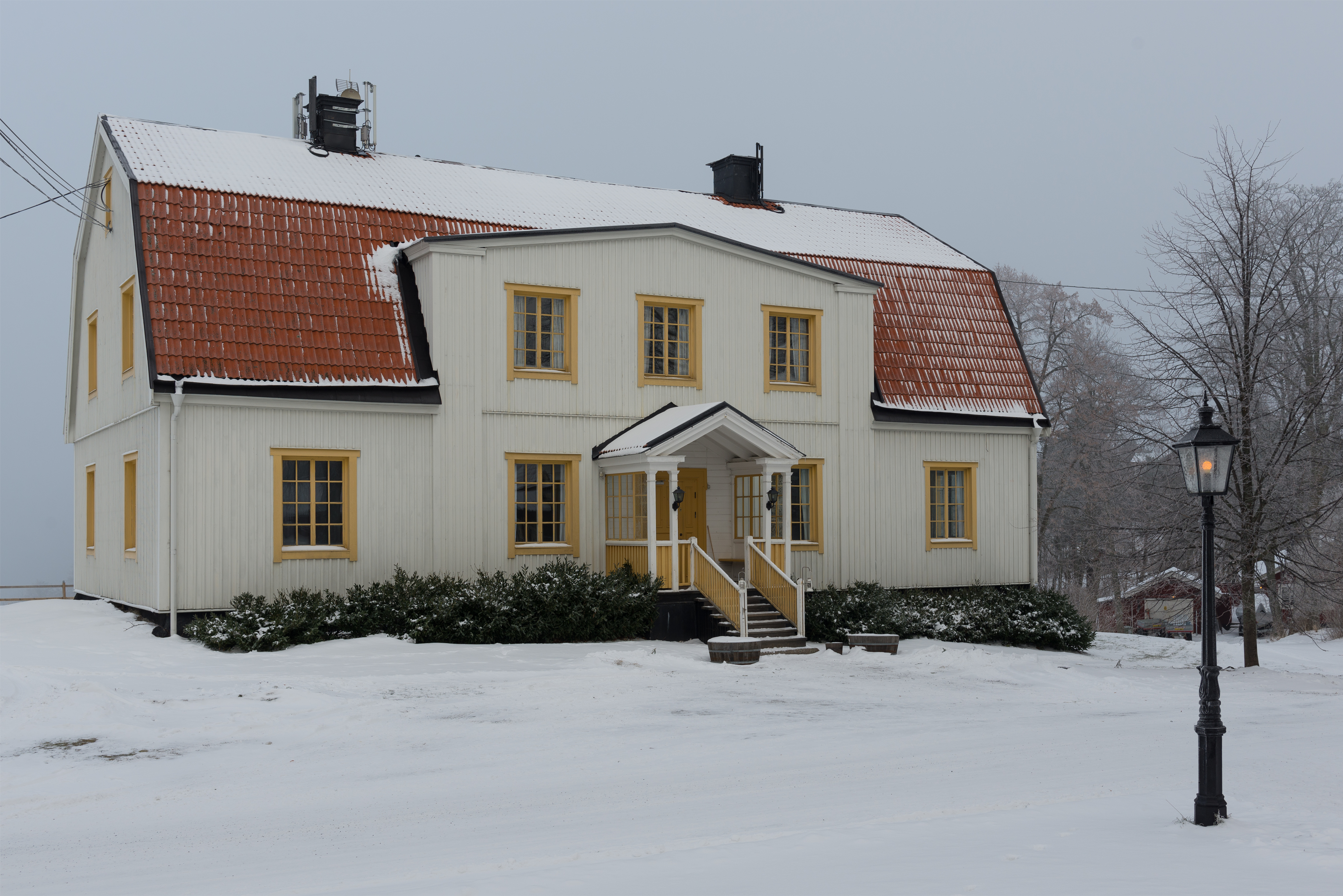
Societetshuset på Utö
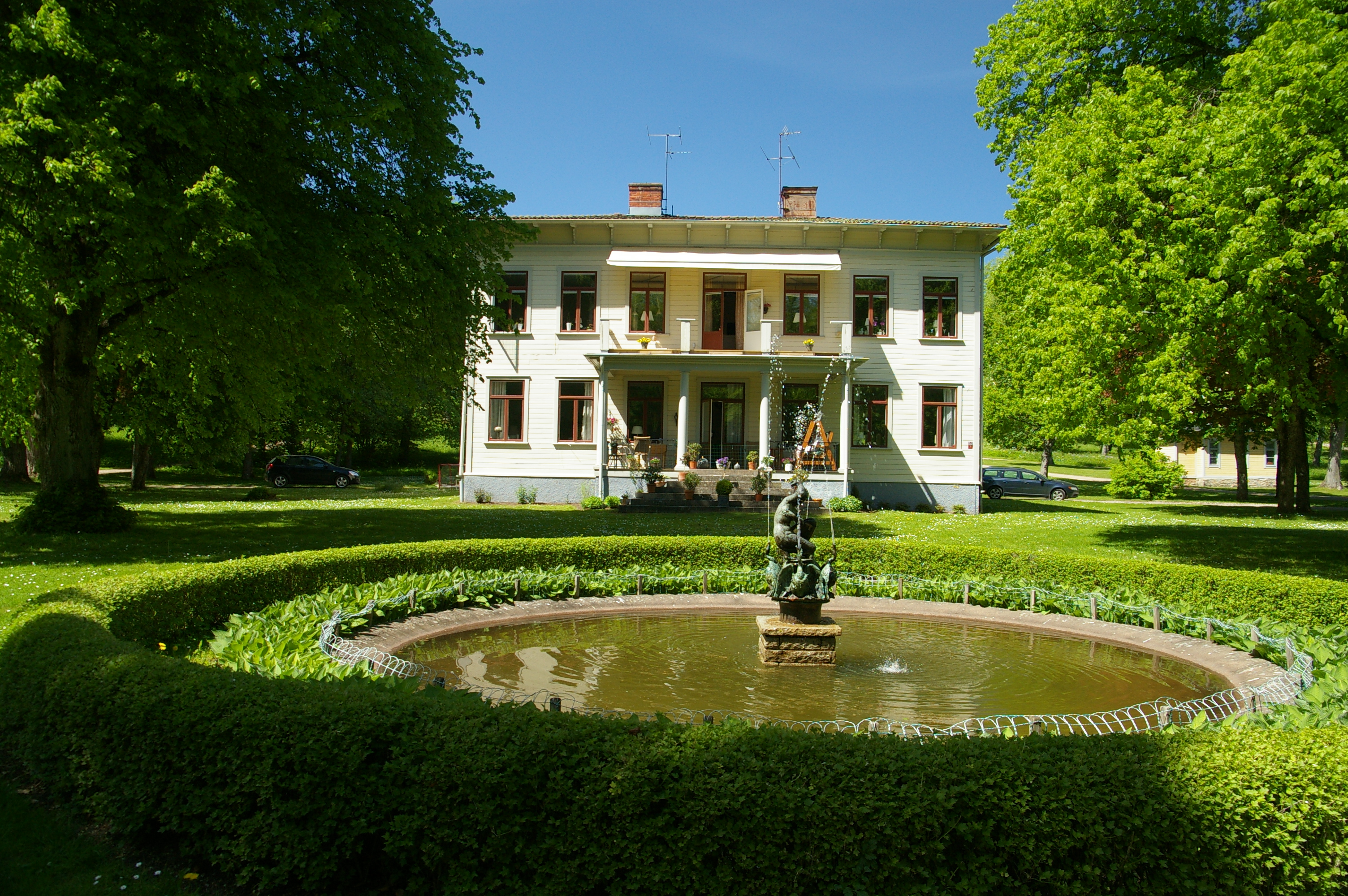
Societetsvillan del av Bad- och societetshuset i Mössebergsparkens Vattenkuranstalt i Falköping
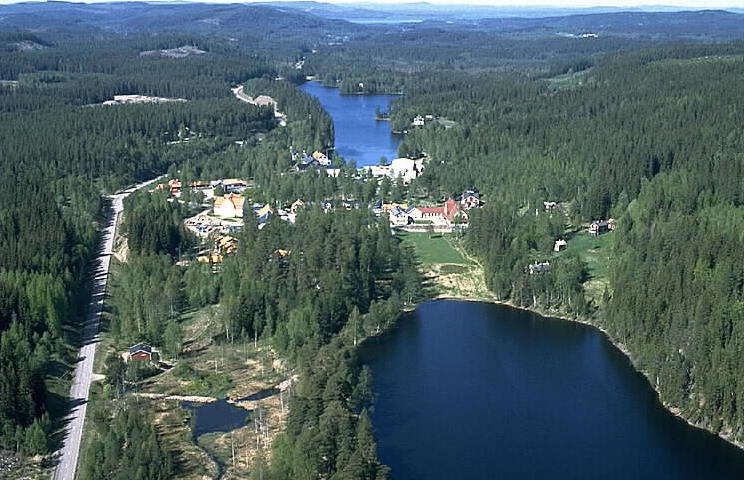
Stora societetshuset i Loka brunn, i mitten på bilden
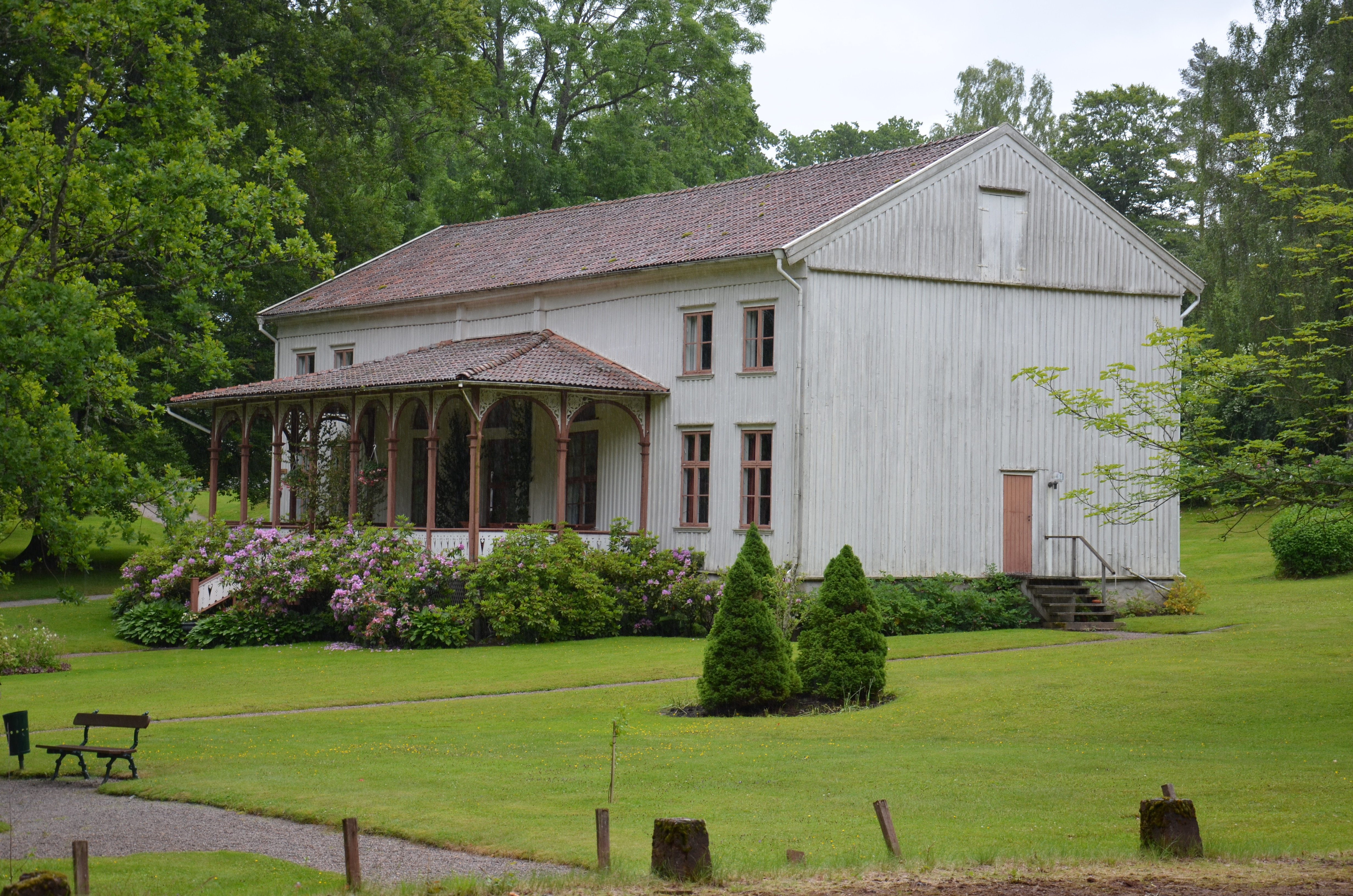
Societetssalongen i Gustafsberg
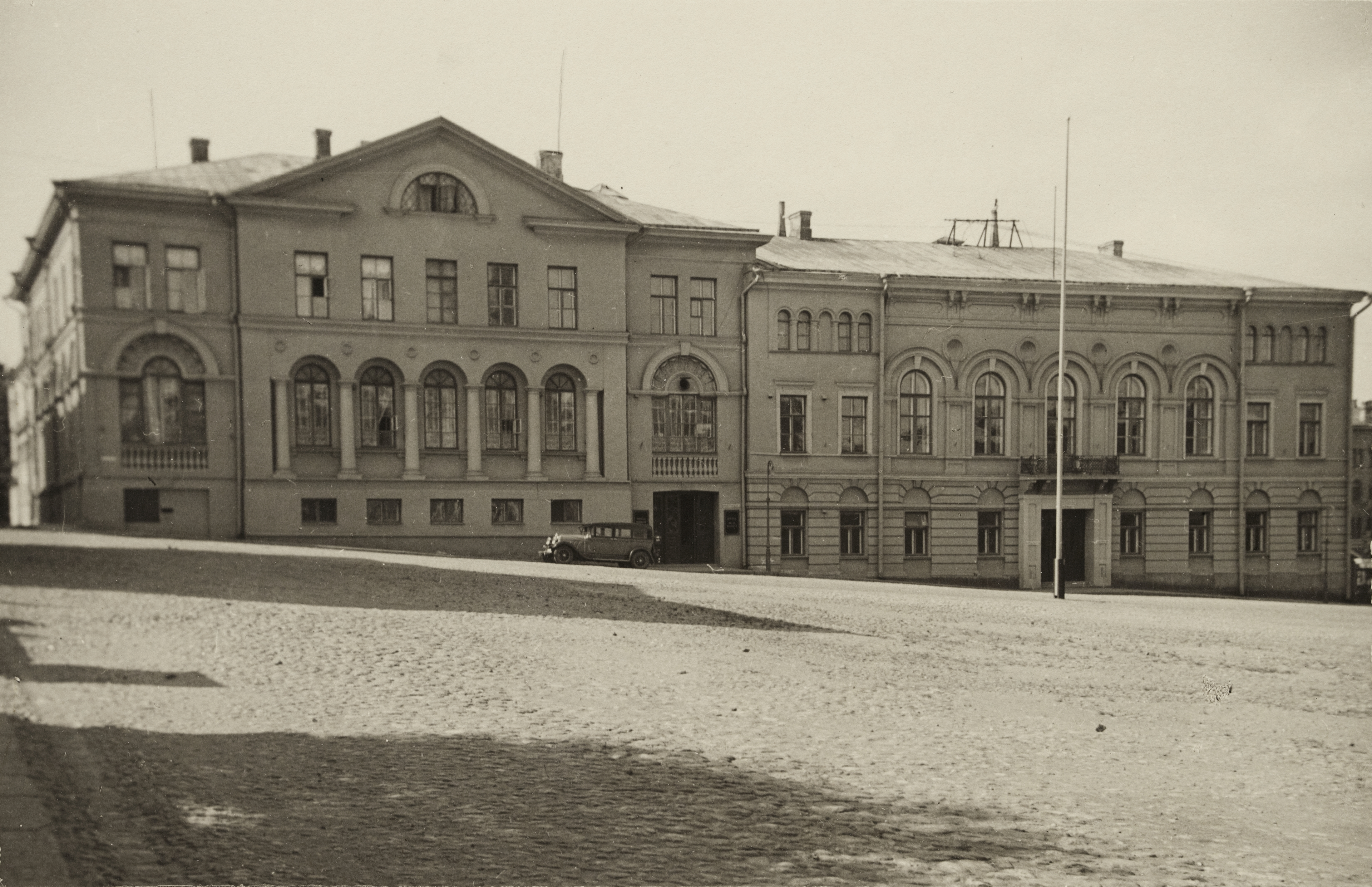
Hôtel Societetshuset i Viborg, till vänster i bilden
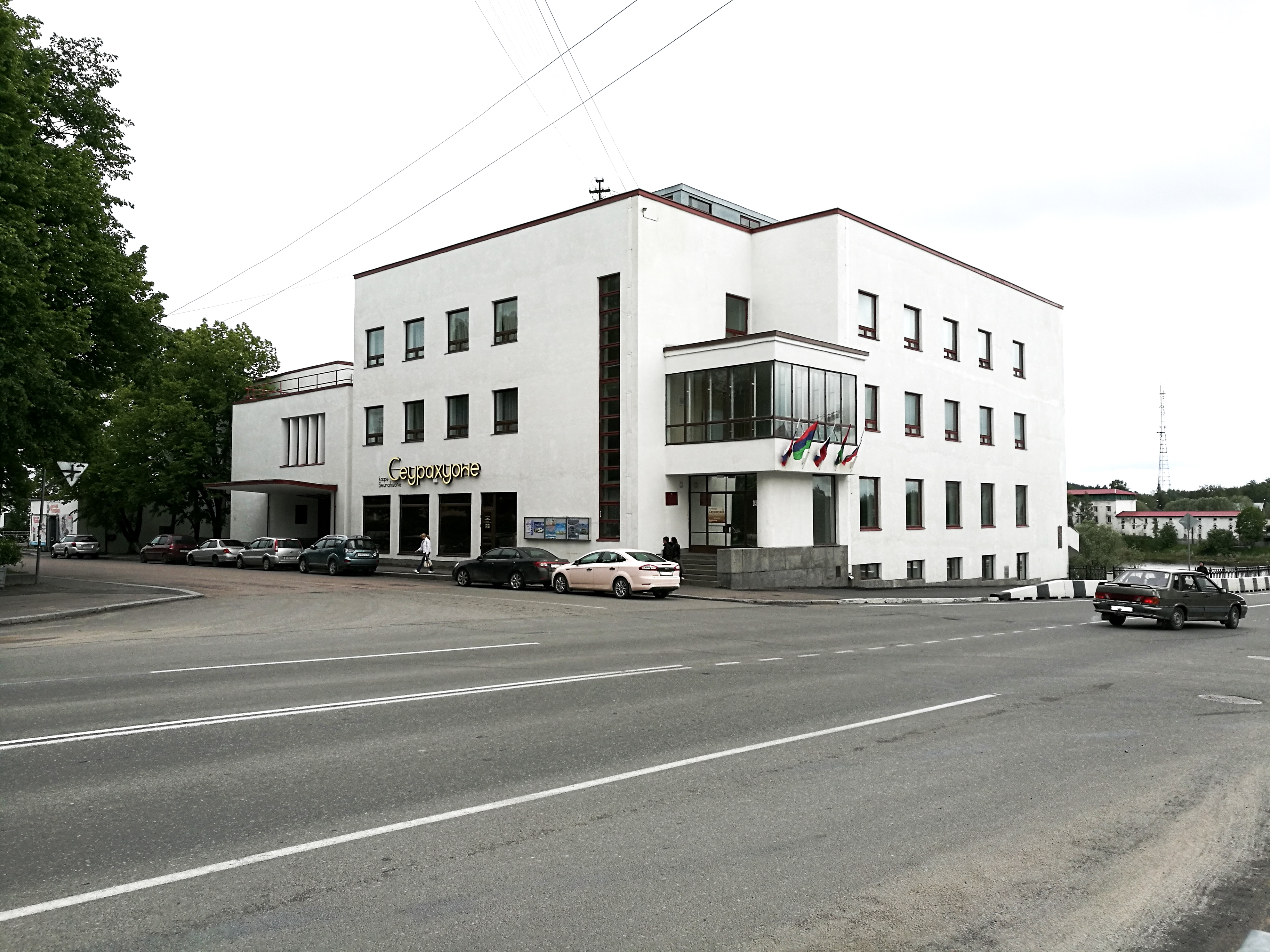
Seurahuone i Sordavala